# تنازل نابليون عن العرش (1814)

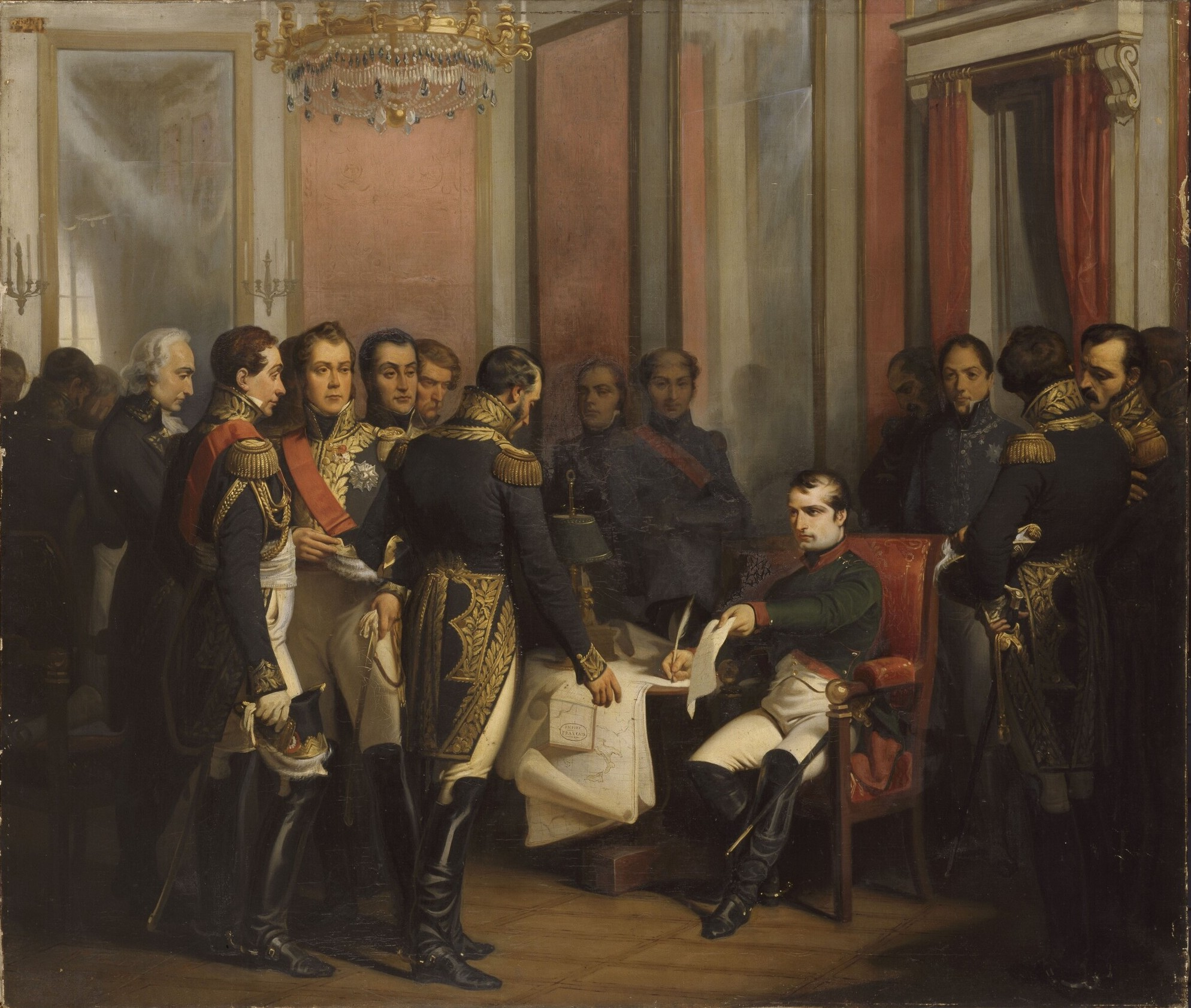
يوقع نابليون على وثيقة تنازله عن العرش في فونتينبلو في 4 أبريل 1814. لوحة لفرانسوا بوشوت (1843).

كان تنازل نابليون الأول عن العرش بمثابة لحظة في التاريخ الفرنسي، عندما اضطر الإمبراطور الفرنسي نابليون الأول في أبريل/نيسان 1814 إلى التنازل عن السلطة بعد هزيمته العسكرية في الحملة الفرنسية وغزو حلفائه.

## الظروف العسكرية والسياسية
في عام 1812، اختلف نابليون مع القيصر ألكسندر الأول بشأن مستقبل بولندا، فقرر الزحف ضد الإمبراطورية الروسية. عبر الجيش الكبير نهر نيمان في شهر يونيو وتوجه نحو موسكو. ولمواجهة هذا العدوان، تم تشكيل التحالف السادس بين المملكة المتحدة لبريطانيا العظمى وأيرلندا والإمبراطورية الروسية ومملكة بروسيا وإمبراطورية النمسا. بسبب هزيمته أمام خصومه وبسبب الظروف المناخية القاسية، اضطر نابليون إلى التراجع عن روسيا. وباستغلال تفوقهم ضد خصم ضعيف، أجبر التحالف نابليون على إطلاق الحملة الألمانية في عام 1813. بعد انتصارها في "معركة الأمم" (لايبزيج، أكتوبر 1813) وتفوقها العددي، انطلقت جيوش التحالف إلى فرنسا في 15 ديسمبر. 

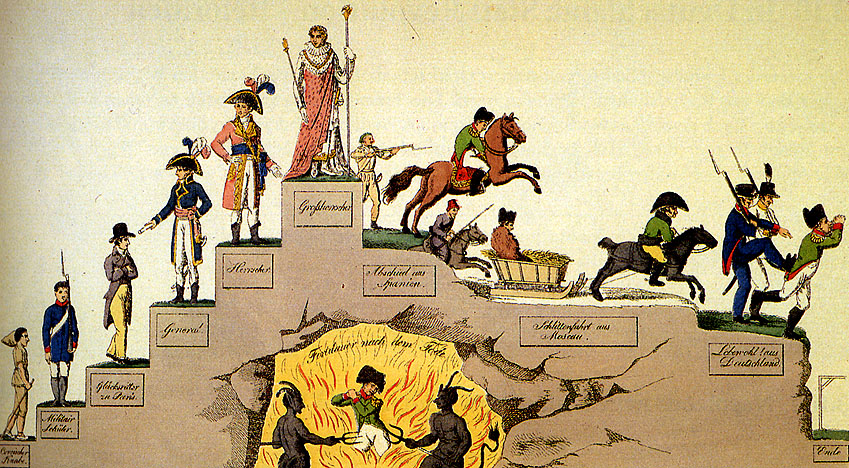
صعود نابليون وسقوطه، رسم كاريكاتوري ألماني مجهول، حوالي عام 1813.

وإلى الجنوب، على الجبهة الأيبيرية، لم يكن الوضع أفضل كثيراً: فقد انتهى هجوم البرانس، الذي بدأ في 25 يوليو/تموز تحت قيادة المارشال سولت، في 2 أغسطس/آب بانسحاب الجيش الفرنسي من المنطقة ودخول قوات آرثر ويلزلي، دوق ويلينغتون، إلى فرنسا. وكانت الحملة الفرنسية جارية الآن. 
وعلى الرغم من سلسلة الانتصارات (معارك شامبورت ومونتميريل وغيرها) التي حققها نابليون على رأس جيش من المجندين الشباب عديمي الخبرة، فإن باريس - التي غادرتها الإمبراطورة ماري لويز في اليوم السابق - سقطت في 31 مارس بعد يوم من القتال، بينما كان الإمبراطور ينتظر الحلفاء في فونتينبلو. ثم أصدر تعليماته لكبير ضباطه كولينكورت بالتفاوض مع القيصر ألكسندر الأول، الذي كان يقيم مع تاليران في شارع سانت فلورنتين. قام كولينكورت بالتفاوض على التنازل عن العرش لصالح ملك روما، ابن نابليون البالغ من العمر ثلاث سنوات. لم يكن القيصر معارضًا، ولكن عندما علم بانشقاق المارشال مارمون، الذي تم وضعه في الطليعة في إيسون، فرض التنازل غير المشروط على نابليون، الذي أصبح الآن في العلن. 

### المعاهدات والقوانين التشريعية التي أدت إلى عزل نابليون (3-12 أبريل 1814)

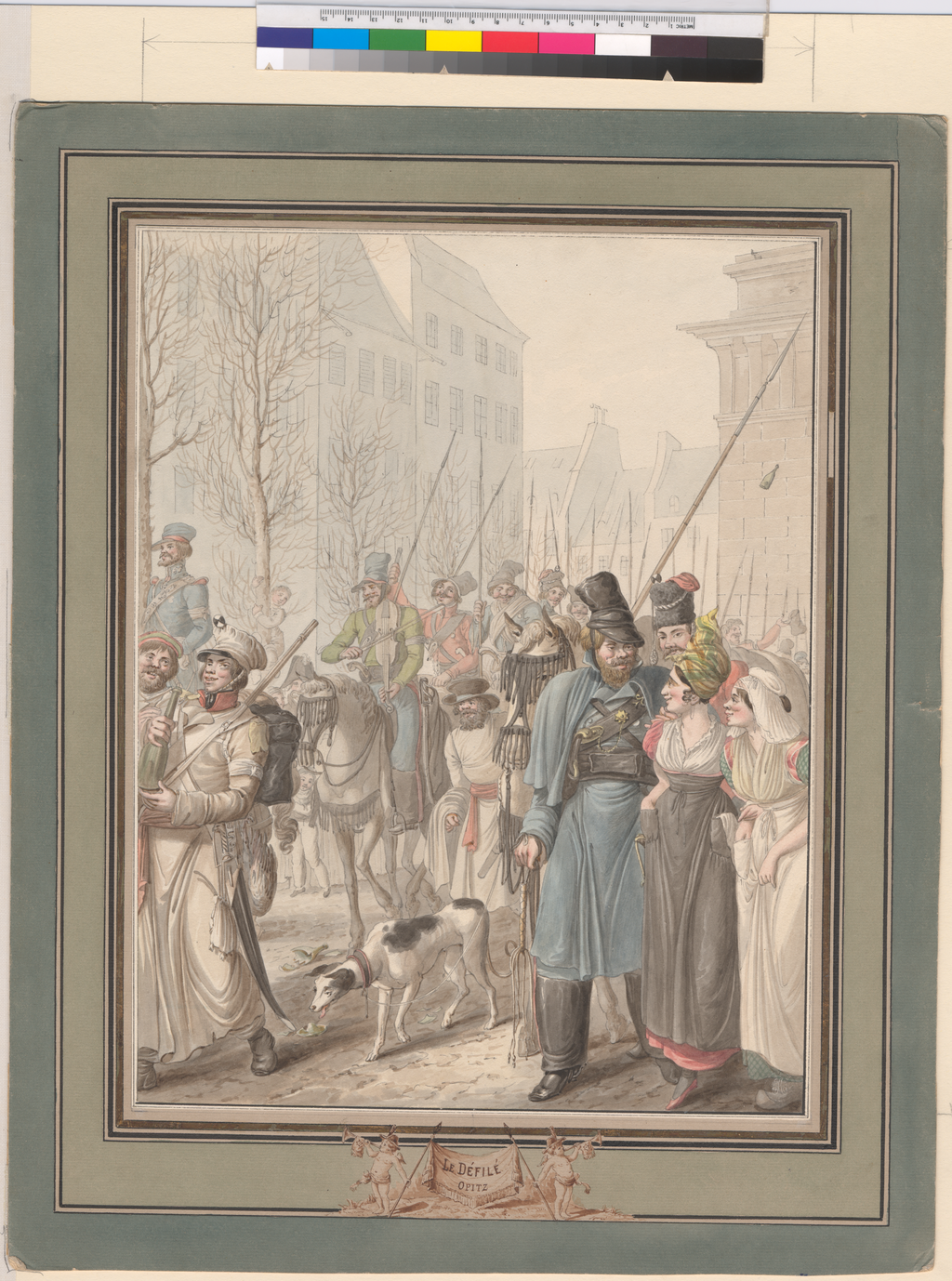
القوزاق في باريس، رسم كاريكاتوري من تصميم أوبيز.

بعد هزيمته العسكرية، أجبر المارشالات الإمبراطور على التنازل عن العرش. ولكي لا يشعل فتيل حرب أهلية، استسلم نابليون بعد محاولات فاشلة لحشد أنصاره، وعُزل من قبل مجلس الشيوخ في 3 أبريل. كان نابليون ينوي التنازل عن التاج الإمبراطوري لابنه (نابليون الثاني)، لكن قوى الحلفاء طالبت بالتنازل غير المشروط، والذي وقع عليه في 6 أبريل 1814. 
وقد أطلق مجلس الشيوخ على لويس ستانيسلاس كزافييه دي بوربون لقب "ملك الفرنسيين، وفقًا لرغبات الأمة"، تحت اسم لويس الثامن عشر، ونفي نابليون. 
وبما أن القيصر وعد بتسوية خارج فرنسا تليق بالإمبراطور نابليون، فقد اقترح كورسيكا على كولينكورت، الذي رفض، لأنها كانت جزءًا لا يتجزأ من الأمة الفرنسية، وطلب سردينيا. ورفض ألكسندر الأول بدوره الاقتراح، لأن الجزيرة كانت تابعة لبيت سافوي (مملكة بييمونتي-سردينيا). اختار جزيرة إلبا، وهي تابعة لتوسكانا. تنص معاهدة فونتينبلو المؤرخة في 11 أبريل 1814 على أن نابليون يحتفظ بلقب الإمبراطور،  ويحصل على السيادة الكاملة على إلبا بالإضافة إلى معاش سنوي قدره 2 مليون فرنك من الحكومة الفرنسية.  

## محاولة انتحار

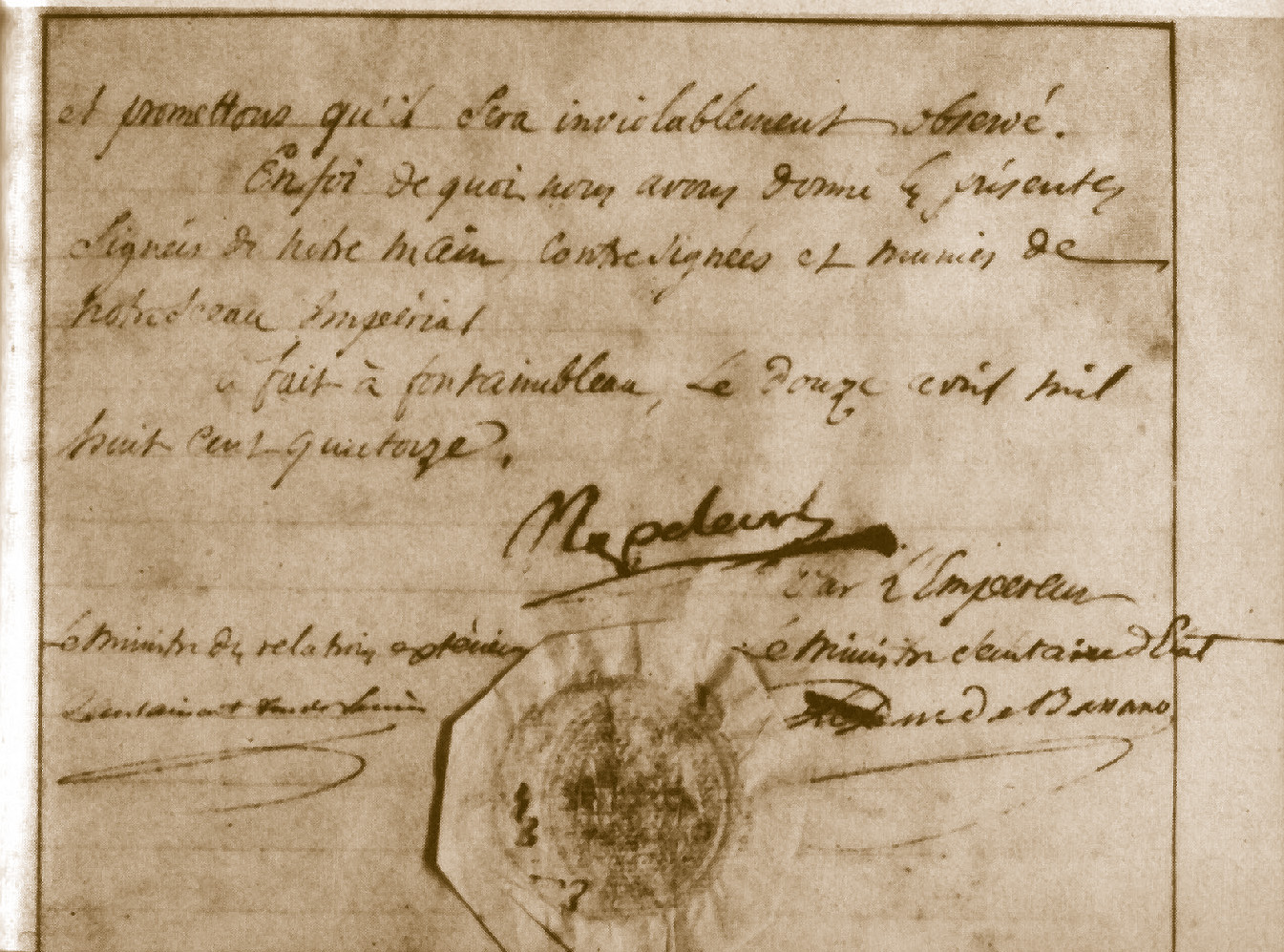
التنازل الأول عن العرش، 12 أبريل 1814، محفوظ في الأرشيف الوطني.

كان نابليون يعتقد أن الحلفاء سيفصلونه عن الإمبراطورة ماري لويز ملكة النمسا وابنهما ملك روما، فتناول جرعة من "سم كوندورسيه" ليلة 12/13 أبريل، آملاً أن تكون وسيلةً للانتحار. ولفترة طويلة، ساد الاعتقاد بأنه أفيون مُذاب في قليل من الماء، حيث اعتقد الدكتور هيلماند أنه تناول جرعة زائدة من الأفيون عن طريق الخطأ لتخفيف آلام البطن. إلا أن هذا لم يكن صحيحاً، إذ لم تكن حالة نابليون وطبيعة انزعاجه متوافقة مع تسمم الأفيون. فاتصل بأرماند دي كولينكور ليُملي عليه وصاياه الأخيرة.
وفي خضم مرضه، اشتكى الإمبراطور من بطء تأثير المادة التي ابتلعها. وقال لكولينكورت: "من الصعب جدًا أن تموت، ومن المؤسف جدًا أن يكون لديك دستور يؤجل نهاية الحياة لدرجة أنني لا أستطيع الانتظار لرؤية النهاية! "  أصبح غثيان نابليون عنيفًا بشكل متزايد، وبدأ يتقيأ. عندما وصل الدكتور ألكسندر أوربان إيفان، طلب نابليون جرعة إضافية من السم، لكن الطبيب رفض، قائلاً إنه ليس قاتلاً ولن يفعل أي شيء ضد ضميره. وكان الطبيب نفسه قد أصيب بانهيار عصبي، وفر هاربا على ظهر حصانه، ولم يره أحد مرة أخرى. وبينما استمر عذاب الإمبراطور، غادر كولينكورت الغرفة ليطلب من خادم الغرفة والخدمة الداخلية أن يظلوا صامتين. اتصل نابليون بكولينكورت وأخبره أنه يفضل الموت على التوقيع على المعاهدة. وبعد ذلك اختفت آثار السم، وأصبح قادرًا على استئناف أنشطته الطبيعية. 

## المغادرة من فرنسا

### وداع فونتينبلو

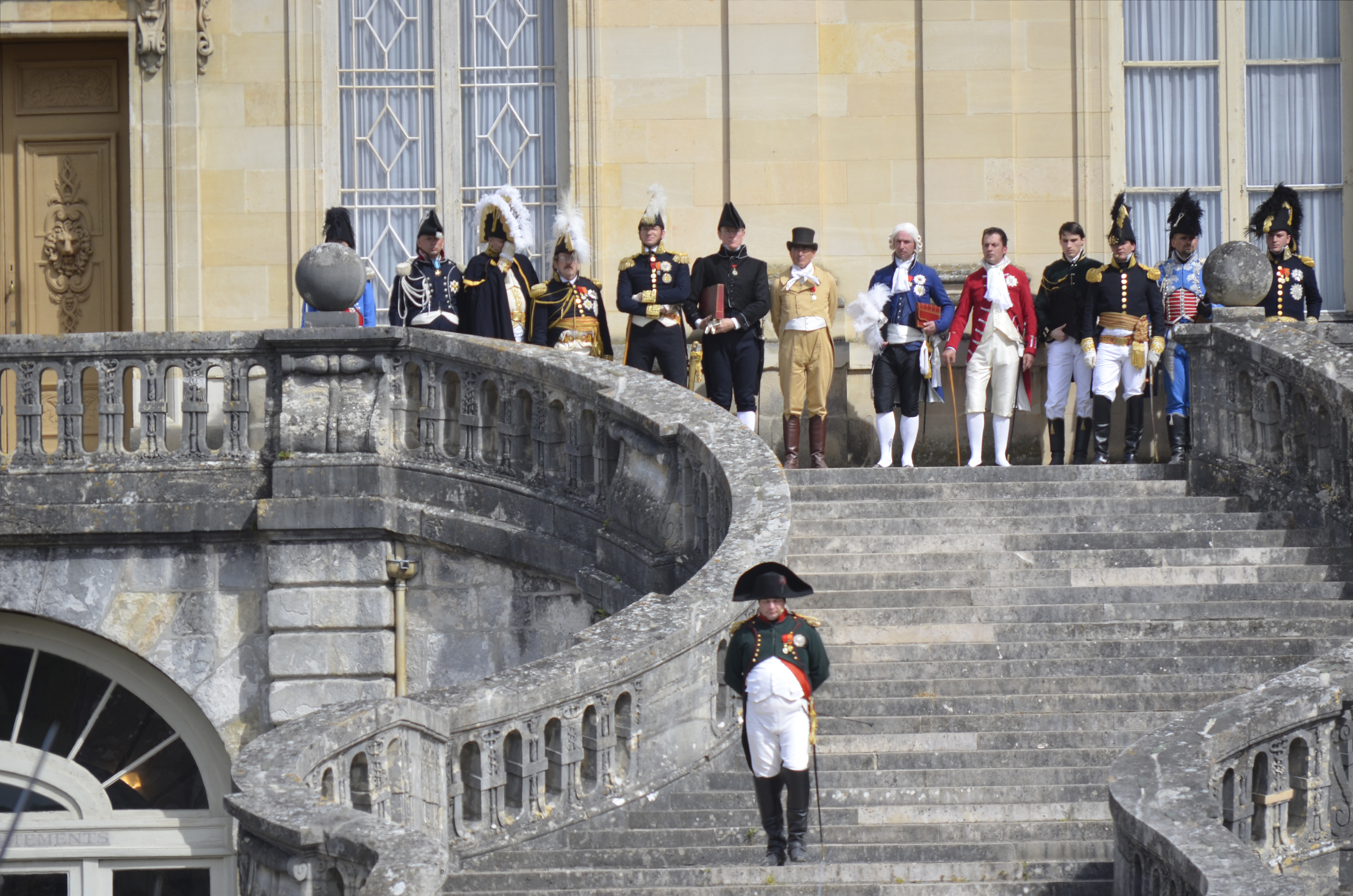
الاحتفال بالذكرى المئوية الثانية لوداع نابليون لفونتينبلو في عام 2014، مع إعادة بناء تاريخية للتنازل الأول عن العرش.

أقيمت حفلات "وداع فونتينبلو" في 20 أبريل.  

### الطريق إلى المنفى

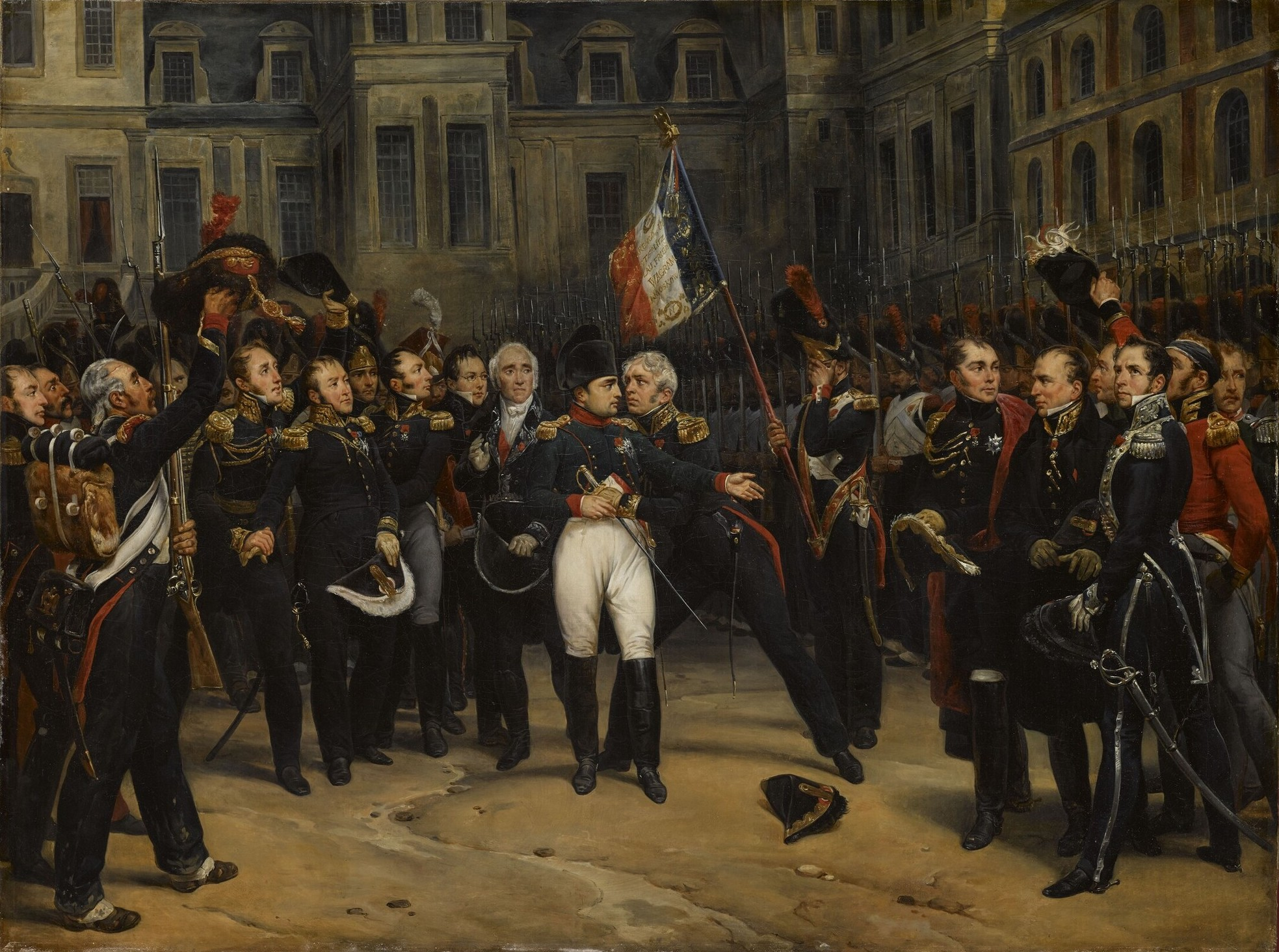
يودع نابليون الحرس الإمبراطوري في ساحة شيفال بلانك في قلعة فونتينبلو. نابليون يعانق الجنرال بيتي (وسط). (مونتفورت)

كان موكبه من فونتينبلو إلى البحر الأبيض المتوسط يمر عبر القرى الملكية البروفنسية، التي استقبلته بصيحات الاستهجان، قبل أن يبحر إلى إلبا. حتى أنه خاطر بالتعرض للشنق في أورجون، مما أجبره على إخفاء نفسه. 
في 18 أبريل 1814، أرسل الكونت بيير دوبون دي ليتانج، وزير حرب لويس الثامن عشر، رسالة إلى الجنرال جان بابتيست دالسيم، الذي حكم إلبا نيابة عن دوقة توسكانا الكبرى، إليزا بونابرت، لإبلاغه بأنه يجب عليه تسليم الإقليم إلى نابليون. غادر الإمبراطور سان رافائيل في 29 أبريل 1814، على متن الفرقاطة الإنجليزية أونداونتد، ووصل إلى بورتوفيرايو في 3 مايو 1814، ونزل في اليوم التالي.  في نفس اليوم، دخل لويس الثامن عشر باريس. 
عرضت الإمبراطورة ماري لويز في البداية الانضمام إلى زوجها، ولكن بعد لقاء والدها، الإمبراطور فرانسيس الأول ملك النمسا، قررت السفر إلى فيينا مع ابنها. 

## العواقب
بعد عودته إلى العرش، قرر لويس الثامن عشر سريعاً إعادة تنظيم الجيش. وأكد على تعيين الجنرال دوبونت وزيراً للحرب. صدر مرسوم ملكي في 6 مايو 1814 يقضي بتشكيل مجلس حربي لإعادة تنظيم الجيش. تألف من المارشالات ني وأوجيرو وماكدونالد والوزير دوبون، والجنرالات كومبانس وكوريال للمشاة، ولاتور موبورج وبريفال لسلاح الفرسان، وسوربير وإيفان للمدفعية، وليري للمهندسين، وكيليرمان للحرس، والمفوض مارشان، ومفتش الإيرادات فيليكس. 
أعاد مرسوم 12 مايو تنظيم المشاة، مما أدى إلى زيادة عدد أفواج المشاة الخطية إلى 90 وأفواج المشاة الخفيفة إلى 15. 

### "مملكة الأوبريت"

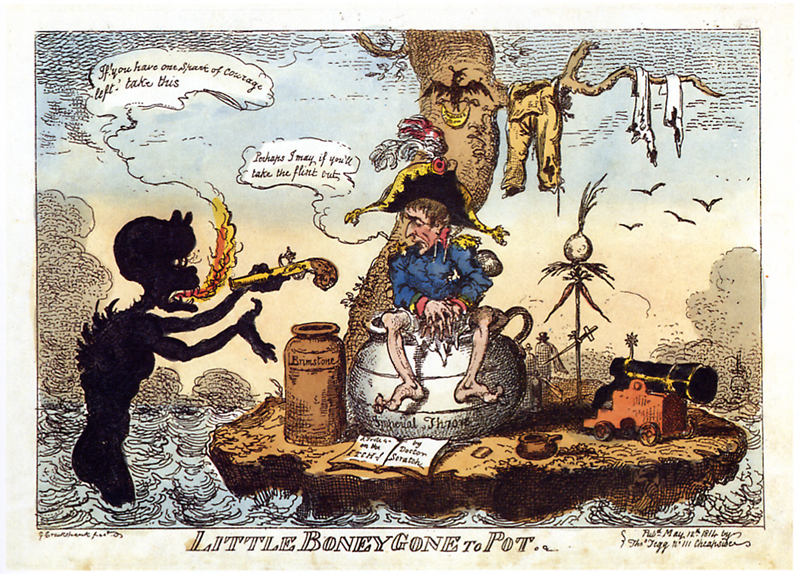
رسم كاريكاتوري لنابليون على جزيرة إلبا.

## النفي في إلبا والعودة إلى فرنسا (مائة يوم)

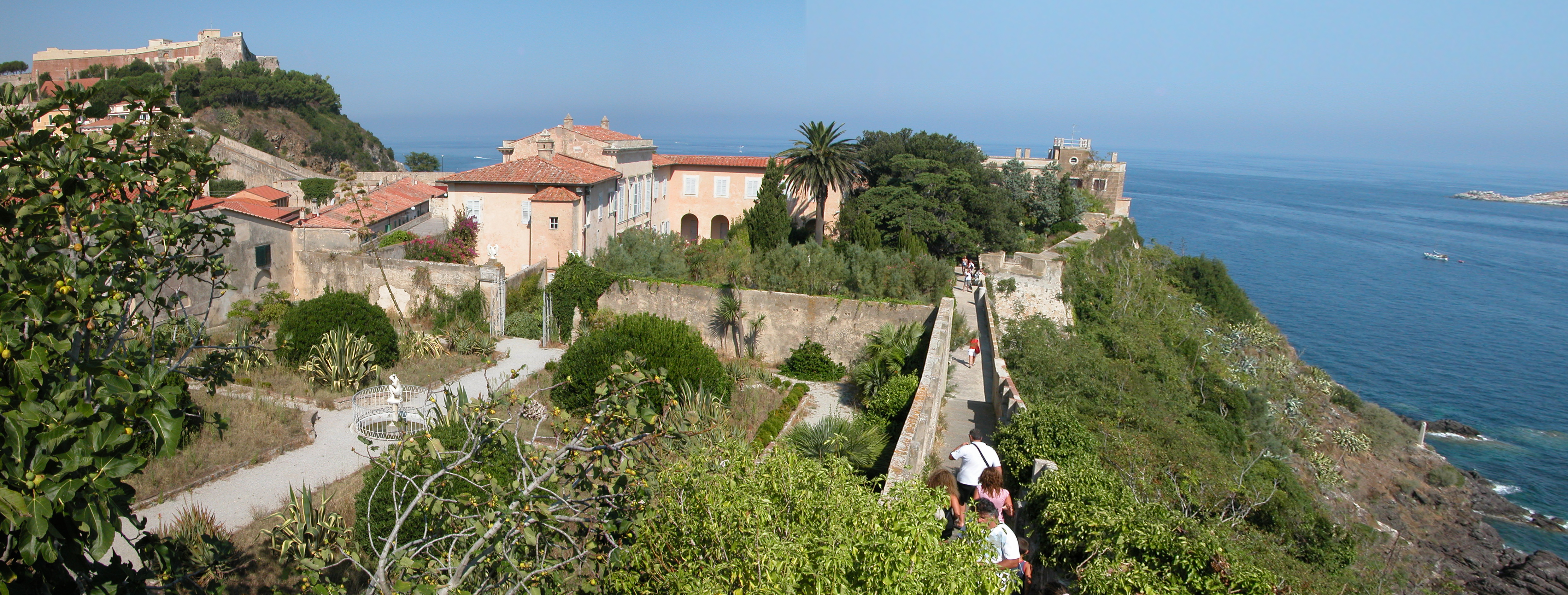
منظر لمنزل نابليون (قصر موليني) في بورتوفيرايو، إلبا.

### العودة الأخيرة إلى فرنسا
في الأول من مارس 1815، نزل الإمبراطور المخلوع في فالوريس على رأس القوة الصغيرة التي تبعته إلى المنفى. وقد شكل هذا بداية ما سيتذكره التاريخ باسم "المائة يوم"، والتي أدت إلى تشكيل التحالف السابع الذي هزم نابليون الأول في معركة واترلو، مما أدى في النهاية إلى تنازله النهائي عن العرش ونفيه إلى جزيرة سانت هيلينا، حيث توفي في مايو 1821. 

## فهرس
- Gruyer, Paul (1936). Napoléon, roi de l'île d'Elbe [Napoleon, King of Elba]. La Vivante Histoire (بالفرنسية). Hachette Editions.
- Christophe, Robert (1959). Napoléon Empereur de l'île d'Elbe [Napoleon the Emperor of Elba] (بالفرنسية). Arthème Fayard.
- Godlewski, Guy. Napoléon à l'île d'Elbe - 300 jours d'exil [Napoleon at Elba - 300 days of exile] (بالفرنسية). Nouveau Monde.
- Lentz, Thierry (2014). Les vingt jours de Fontainebleau. La première abdication de Napoléon 31 mars-20 avril 1814 [The twenty days of Fontainebleau. Napoleon's first abdication March 31-April 20, 1814] (بالفرنسية). Paris: Perrin. Archived from the original on 2016-03-03.

1. ↑  وبما أن بريطانيا العظمى لم تكن من الدول الموقعة على معاهدة فونتينبلو، فإنها لم تعترف بلقب نابليون كإمبراطور، وكان هذا هو سبب الصراع المستقبلي في سانت هيلينا بينه وبين ولي أمره هدسون لوي، الذي اعتبره مجرد جنرال.
2. ↑  ليس معروفًا على وجه التحديد كيف نجا بونابرت من جرعة السم التي تناولها، وهناك فرضيتان: إما أن معدته رفضت السم، وهو ما يفسر القيء، أو أن السم فقد قوته.